# Cupaniopsis chytradenia
Cupaniopsis chytradenia är en kinesträdsväxtart som beskrevs av Ludwig Radlkofer. Cupaniopsis chytradenia ingår i släktet Cupaniopsis och familjen kinesträdsväxter. Inga underarter finns listade i Catalogue of Life.